# Melanophryniscus stelzneri stelzneri
El sapito de colores (Melanophryniscus stelzneri stelzneri), también llamado sapito panza roja, es la subespecie típica de la especie de anfibio Melanophryniscus stelzneri. Este taxón subespecífico es endémico de las sierras del centro de la Argentina.

## Distribución y hábitat

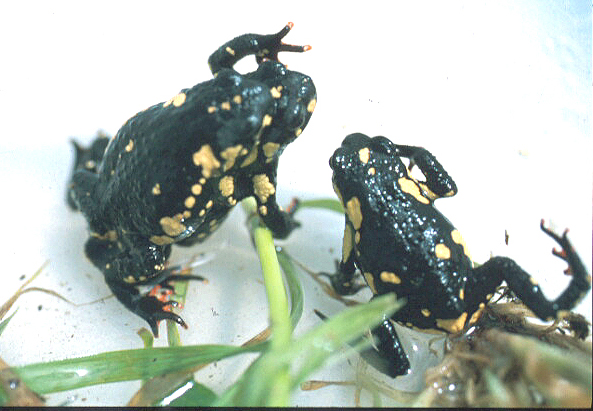
Sapito panza roja o de las sierras (Melanophryniscus stelzneri).

El taxón de anfibio de la familia Bufonidae M. s. stelzneri sólo habita en la región central de la Argentina. Es endémico de los faldeos en altitudes entre los 900 y los 1600 m s. n. m. en las sierras de Córdoba y San Luis.
En los mismos sistemas orográficos de las sierras Pampeanas puntano-cordobesas, en hábitats rupícolas próximos a charcas en mesetas y sierras con pastizales pero a mayor altura (siempre por sobre los 1700 m s. n. m.) habita otra especie del mismo género: Melanophryniscus estebani, la cual hasta antes de su descripción formal para la ciencia en el año 2008 era referida a M. s. stelzneri.
Se descartó que M. s. stelzneri habite también en la provincia de La Rioja, ya que el ejemplar de esta subespecie con etiqueta MACN 1178 procedente de “Patquía, La Rioja” (enviados en 1935 por A. Breyer) tiene su origen en una colección de ejemplares faunísticos que había en una estancia de allí.
Si bien M. s. stelzneri fue también reportada para los sistemas serranos bonaerenses, se concluye que el taxón que allí habita pertenece a una forma distinta.
Melanophryniscus stelzneri stelzneri forma parte del conjunto de anuros endémicos de las sierras de Córdoba y San Luis, junto con Hypsiboas cordobae, Melanophryniscus estebani, Pleurodema cordobae, P. kriegi, Odontophrynus achalensis y Rhinella achalensis.

## Taxonomía
Este taxón fue descrito, originalmente como una especie plena, en el año 1875 por el zoólogo neerlandés, nacionalizado argentino, Hendrik Weyenbergh.

## Características y conservación
Este taxón exhibe una curiosa coloración: bajo un patrón general negro se encuentran salpicadas vivas manchas amarillas y rojas. Este atractivo patrón cromático lo hace ser una especie buscada para abastecer el comercio de anfibios vivos para terrarios, lo que lo torna amenazado, además de vulnerable ante la transformación creciente de su hábitat. En el año 2000, esta subespecie fue categorizada localmente como “Vulnerable”.
Para la Unión Internacional para la Conservación de la Naturaleza (IUCN), en cambio, es un “taxón bajo preocupación menor”.